# Seymour Stein
Seymour Stein (18. dubna 1942 New York – 2. dubna 2023) byl americký hudební manažer. V hudebním průmyslu působil již od mládí, v roce 1958 začal pracovat pro časopis Billboard a počínaje rokem 1961 působil ve vydavatelství King Records. V roce 1966 spolu s Richardem Gottehrerem založil vydavatelství Sire Records a později působil ve funkci viceprezidenta vydavatelství Warner Bros. Records. Obě společnosti opustil v roce 2018. V roce 2005 byl uveden do Rokenrolové síně slávy. Roku 2018 vydal autobiografickou knihu Siren Song: My Life in Music. Byl gay, ale po většinu života tuto informaci tajil.